# Chien-Shiung Wu
Chien-Shiung Wu (ur. 31 maja 1912, zm. 16 lutego 1997 w Nowym Jorku) – chińsko-amerykańska fizyczka doświadczalna, specjalizująca się w fizyce cząstek elementarnych i fizyce jądrowej.

## Życiorys
Urodziła się w Szanghaju, zdobyła tam tytuł bakałarza na Centralnym Państwowym Uniwersytecie w Chinach. W 1940 roku obroniła doktorat na Uniwersytecie Berkeley. Pracowała na Uniwersytecie Columbia, ekspertka w dziedzinie radioaktywności.
Brała udział w Projekcie Manhattan (pracowała nad wzbogaceniem uranu). W roku 1956 dwóch pochodzących z Chin fizyków Tsung-Dao Lee i Chen Ning Yang przewidziało teoretycznie, że w rozpadzie beta łamana jest parzystość. Zasugerowali oni także eksperyment, który mógłby to potwierdzić. Wu wykonała w kooperacji z National Institute of Standards and Technology eksperyment pokazujący to zjawisko w rozpadach beta.
Po ogłoszeniu wyników eksperymentu w „New York Post” napisano o niej:
„Ta drobna, skromna kobieta okazała się na tyle potężna, by dokonać tego, czego nie udaje się dokonać nawet całym armiom: przyczyniła się do zniszczenia praw natury".
Nagroda Nobla w dziedzinie fizyki za dokonane odkrycie przypadła tylko Lee i Yangowi, w roku 1957.
Nazywano ją w kręgach fizycznych „pierwszą damą fizyki”, „Madame Curie” a także „Madame Wu”.